# 龍妃
龍妃（りゅうき）は、日本の声楽家、女性現代芸術家。

## 人物
東京藝術大学声楽科、同大学院修士課程声楽研究科オペラ専攻修了。
2020年、コロナ禍において「SMを極めずに人生を終えてなるものか」という思いが募り、SMクラブへ入店し、女王様としての活動を始める。
「芸術としてのSM」を提唱し、オペラとSMを融合させた、唯一無二のショーやパフォーマンスを多数行っている。
都内にてイベント「artiSM」を主催している。
2024年、オペラアルバム「artiSM」をリリース。
2025年、日本人で初めてニューヨーク発のメディア"Kink Queens Magazine"の表紙を飾る。